# Vasil Ivanov
Vasil Ivanov (în bulgară Васил Иванов; n. 10 decembrie 1972) este unul dintre cei mai cunoscuți jurnaliști de investigație din Bulgaria. Ivanov este autorul unora reportaje de investigație scandaloase difuzate la televiziunea particulară Nova TV. El a făcut relatări despre abuzurile și nerespectarea drepturilor omului în penitenciarul central al Sofiei, care au avut ca urmări verificări masive în sistemul de penitență și eliberarea mai multor oficiali din funcție. De asemenea el a deschis o investigație împotriva unui avocat, care a vândut abuziv mașina fostului procuror șef al Bulgariei și pe cea a președintelui.
În noaptea dintre 6 și 7 aprilie 2006, o bombă a explodat în fața apartamentului său din Sofia, pusă pe seama mafiei bulgare. O amplă manifestație de protest intitulată Cetățenii împotriva mafiei a fost organizată, vineri, la Sofia, ca reacție la aceste evenimente.